# Liste der Nummer-eins-Hits in Irland (2008)
Dies ist eine Liste der Nummer-eins-Hits in Irland im Jahr 2008. Sie basiert auf den offiziellen Single und Album Top 100 der irischen Charts, die im Auftrag der Irish Recorded Music Association (IRMA) erstellt werden. Es gab in diesem Jahr 21 Nummer-eins-Singles und 25 Nummer-eins-Alben.

## Singles
| ← 2007 ← | Liste der Nummer-eins-Hits in Irland | Liste der Nummer-eins-Hits in Irland        | Liste der Nummer-eins-Hits in Irland | 2009 →                    |
| \| Zeitraum \| Wo. ges. \| Interpret \| Titel Autor(en) \| Zusätzliche Informationen \| \| (Zeitraum, Wochen auf Platz eins, Interpret, Titel, Autor[en], zusätzliche Informationen) \| \| \| \| \| \| ----------------------------------------------------------------------------------------- \| -------- \| ------------------------------------------- \| ------------------------- \| ------------------------- \| \| 20. Dezember 2007 – 9. Januar 2008 3 Wochen \| 3 \| Leon Jackson \| When You Believe \| – \| \| 10. Januar 2008 – 23. Januar 2008 2 Wochen \| 2 \| Britney Spears \| Piece of Me \| – \| \| 24. Januar 2008 – 27. Februar 2008 5 Wochen \| 5 \| Basshunter \| Now You’re Gone \| – \| \| 28. Februar 2008 – 5. März 2008 1 Woche (insgesamt 2) \| 2 \| Duffy \| Mercy \| – \| \| 6. März 2008 – 19. März 2008 2 Wochen \| 2 \| (Verschiedene Interpreten) \| The Ballad of Ronnie Drew \| – \| \| 20. März 2008 – 26. März 2008 1 Woche (insgesamt 2) \| 2 \| Duffy \| Mercy \| – \| \| 27. März 2008 – 2. April 2008 1 Woche \| 1 \| Flo Rida feat. T-Pain \| Low \| – \| \| 3. April 2008 – 9. April 2008 1 Woche \| 1 \| Glen Keating & Greg Ryan \| The Munster Song \| – \| \| 10. April 2008 – 14. Mai 2008 5 Wochen \| 5 \| Sharon Shannon & Mundy \| The Galway Girl \| – \| \| 15. Mai 2008 – 21. Mai 2008 1 Woche \| 1 \| Madonna feat. Justin Timberlake & Timbaland \| 4 Minutes \| – \| \| 22. Mai 2008 – 18. Juni 2008 4 Wochen \| 4 \| Rihanna \| Take a Bow \| – \| \| 19. Juni 2008 – 25. Juni 2008 1 Woche (insgesamt 2) \| 2 \| Chris Brown \| Forever \| – \| \| 26. Juni 2008 – 2. Juli 2008 1 Woche \| 1 \| Leanne Moore \| On Wings \| – \| \| 3. Juli 2008 – 9. Juli 2008 1 Woche (insgesamt 2) \| 2 \| Chris Brown \| Forever \| – \| \| 10. Juli 2008 – 23. Juli 2008 2 Wochen \| 2 \| Basshunter \| All I Ever Wanted \| – \| \| 24. Juli 2008 – 20. August 2008 4 Wochen \| 4 \| Kid Rock \| All Summer Long \| – \| \| 21. August 2008 – 17. September 2008 4 Wochen \| 4 \| Katy Perry \| I Kissed a Girl \| – \| \| 18. September 2008 – 1. Oktober 2008 2 Wochen \| 2 \| Kings of Leon \| Sex on Fire \| – \| \| 2. Oktober 2008 – 15. Oktober 2008 2 Wochen (insgesamt 3) \| 3 \| Pink \| So What \| – \| \| 16. Oktober 2008 – 22. Oktober 2008 1 Woche \| 1 \| The Saw Doctors \| About You Now \| – \| \| 23. Oktober 2008 – 29. Oktober 2008 1 Woche (insgesamt 3) \| 3 \| Pink \| So What \| – \| \| 30. Oktober 2008 – 19. November 2008 3 Wochen \| 3 \| X Factor Finalists \| Hero \| – \| \| 20. November 2008 – 17. Dezember 2008 4 Wochen \| 4 \| Leona Lewis \| Run \| – \| \| 18. Dezember 2008 – 14. Januar 2009 4 Wochen \| 4 \| Alexandra Burke \| Hallelujah \| – \| |                                      |                                             |                                      |                           |
| ← 2007 |                                      |                                             |                                      | → 2009 →                  |
| Zeitraum | Wo. ges.                             | Interpret                                   | Titel Autor(en)                      | Zusätzliche Informationen |
| (Zeitraum, Wochen auf Platz eins, Interpret, Titel, Autor[en], zusätzliche Informationen) |                                      |                                             |                                      |                           |
| 20. Dezember 2007 – 9. Januar 2008 3 Wochen | 3                                    | Leon Jackson                                | When You Believe                     | –                         |
| 10. Januar 2008 – 23. Januar 2008 2 Wochen | 2                                    | Britney Spears                              | Piece of Me                          | –                         |
| 24. Januar 2008 – 27. Februar 2008 5 Wochen | 5                                    | Basshunter                                  | Now You’re Gone                      | –                         |
| 28. Februar 2008 – 5. März 2008 1 Woche (insgesamt 2) | 2                                    | Duffy                                       | Mercy                                | –                         |
| 6. März 2008 – 19. März 2008 2 Wochen | 2                                    | (Verschiedene Interpreten)                  | The Ballad of Ronnie Drew            | –                         |
| 20. März 2008 – 26. März 2008 1 Woche (insgesamt 2) | 2                                    | Duffy                                       | Mercy                                | –                         |
| 27. März 2008 – 2. April 2008 1 Woche | 1                                    | Flo Rida feat. T-Pain                       | Low                                  | –                         |
| 3. April 2008 – 9. April 2008 1 Woche | 1                                    | Glen Keating & Greg Ryan                    | The Munster Song                     | –                         |
| 10. April 2008 – 14. Mai 2008 5 Wochen | 5                                    | Sharon Shannon & Mundy                      | The Galway Girl                      | –                         |
| 15. Mai 2008 – 21. Mai 2008 1 Woche | 1                                    | Madonna feat. Justin Timberlake & Timbaland | 4 Minutes                            | –                         |
| 22. Mai 2008 – 18. Juni 2008 4 Wochen | 4                                    | Rihanna                                     | Take a Bow                           | –                         |
| 19. Juni 2008 – 25. Juni 2008 1 Woche (insgesamt 2) | 2                                    | Chris Brown                                 | Forever                              | –                         |
| 26. Juni 2008 – 2. Juli 2008 1 Woche | 1                                    | Leanne Moore                                | On Wings                             | –                         |
| 3. Juli 2008 – 9. Juli 2008 1 Woche (insgesamt 2) | 2                                    | Chris Brown                                 | Forever                              | –                         |
| 10. Juli 2008 – 23. Juli 2008 2 Wochen | 2                                    | Basshunter                                  | All I Ever Wanted                    | –                         |
| 24. Juli 2008 – 20. August 2008 4 Wochen | 4                                    | Kid Rock                                    | All Summer Long                      | –                         |
| 21. August 2008 – 17. September 2008 4 Wochen | 4                                    | Katy Perry                                  | I Kissed a Girl                      | –                         |
| 18. September 2008 – 1. Oktober 2008 2 Wochen | 2                                    | Kings of Leon                               | Sex on Fire                          | –                         |
| 2. Oktober 2008 – 15. Oktober 2008 2 Wochen (insgesamt 3) | 3                                    | Pink                                        | So What                              | –                         |
| 16. Oktober 2008 – 22. Oktober 2008 1 Woche | 1                                    | The Saw Doctors                             | About You Now                        | –                         |
| 23. Oktober 2008 – 29. Oktober 2008 1 Woche (insgesamt 3) | 3                                    | Pink                                        | So What                              | –                         |
| 30. Oktober 2008 – 19. November 2008 3 Wochen | 3                                    | X Factor Finalists                          | Hero                                 | –                         |
| 20. November 2008 – 17. Dezember 2008 4 Wochen | 4                                    | Leona Lewis                                 | Run                                  | –                         |
| 18. Dezember 2008 – 14. Januar 2009 4 Wochen | 4                                    | Alexandra Burke                             | Hallelujah                           | –                         |

## Alben
| ← 2007 ← | Liste der Nummer-eins-Hits in Irland | Liste der Nummer-eins-Hits in Irland | Liste der Nummer-eins-Hits in Irland      | 2009 →                    |
| \| Zeitraum \| Wo. ges. \| Interpret \| Titel \| Zusätzliche Informationen \| \| (Zeitraum, Wochen auf Platz eins, Interpret, Titel, zusätzliche Informationen) \| \| \| \| \| \| ------------------------------------------------------------------------------ \| -------- \| ------------------------------ \| ----------------------------------------- \| ------------------------- \| \| 20. Dezember 2007 – 2. Januar 2008 2 Wochen (insgesamt 3) \| 3 \| Michael Bublé \| Call Me Irresponsible \| – \| \| 3. Januar 2008 – 9. Januar 2008 1 Woche \| 1 \| Radiohead \| In Rainbows \| – \| \| 10. Januar 2008 – 16. Januar 2008 1 Woche (insgesamt 3) \| 3 \| Michael Bublé \| Call Me Irresponsible \| – \| \| 17. Januar 2008 – 23. Januar 2008 1 Woche (insgesamt 2) \| 2 \| Amy Winehouse \| Back to Black \| – \| \| 24. Januar 2008 – 30. Januar 2008 1 Woche (insgesamt 2) \| 2 \| Rihanna \| Good Girl Gone Bad \| – \| \| 31. Januar 2008 – 6. Februar 2008 1 Woche \| 1 \| Tom Baxter \| Skybound \| – \| \| 7. Februar 2008 – 20. Februar 2008 2 Wochen \| 2 \| Jack Johnson \| Sleep Through the Static \| – \| \| 21. Februar 2008 – 27. Februar 2008 1 Woche (insgesamt 2) \| 2 \| Amy Winehouse \| Back to Black \| – \| \| 28. Februar 2008 – 5. März 2008 1 Woche \| 1 \| Glen Hansard & Markéta Irglová \| Once (Soundtrack) \| – \| \| 6. März 2008 – 19. März 2008 2 Wochen \| 2 \| Duffy \| Rockferry \| – \| \| 20. März 2008 – 2. April 2008 2 Wochen (insgesamt 5) \| 5 \| Mary Black \| 25 Years, 25 Songs \| – \| \| 3. April 2008 – 9. April 2008 1 Woche \| 1 \| R.E.M. \| Accelerate \| – \| \| 10. April 2008 – 30. April 2008 3 Wochen (insgesamt 5) \| 5 \| Mary Black \| 25 Years, 25 Songs \| – \| \| 1. Mai 2008 – 7. Mai 2008 1 Woche \| 1 \| Madonna \| Hard Candy \| – \| \| 8. Mai 2008 – 21. Mai 2008 2 Wochen \| 2 \| Christie Hennessy \| The Two of Us \| – \| \| 22. Mai 2008 – 4. Juni 2008 2 Wochen \| 2 \| Sharon Shannon \| The Galway Girl – The Best Of \| – \| \| 5. Juni 2008 – 18. Juni 2008 2 Wochen \| 2 \| Radiohead \| The Best Of \| – \| \| 19. Juni 2008 – 6. August 2008 7 Wochen \| 7 \| Coldplay \| Viva la Vida or Death and All His Friends \| – \| \| 7. August 2008 – 13. August 2008 1 Woche \| 1 \| ABBA \| ABBA Gold – Greatest Hits \| – \| \| 14. August 2008 – 17. September 2008 5 Wochen (insgesamt 9) \| 9 \| The Script \| The Script \| – \| \| 18. September 2008 – 24. September 2008 1 Woche \| 1 \| Metallica \| Death Magnetic \| – \| \| 25. September 2008 – 22. Oktober 2008 4 Wochen \| 4 \| Kings of Leon \| Only by the Night \| – \| \| 23. Oktober 2008 – 29. Oktober 2008 1 Woche \| 1 \| AC/DC \| Black Ice \| – \| \| 30. Oktober 2008 – 12. November 2008 2 Wochen \| 2 \| Snow Patrol \| A Hundred Million Suns \| – \| \| 13. November 2008 – 19. November 2008 1 Woche \| 1 \| Céline Dion \| My Love – Essential Collection \| – \| \| 20. November 2008 – 26. November 2008 1 Woche (insgesamt 2) \| 2 \| The Priests \| The Priests \| – \| \| 27. November 2008 – 3. Dezember 2008 1 Woche \| 1 \| The Killers \| Day & Age \| – \| \| 4. Dezember 2008 – 10. Dezember 2008 1 Woche (insgesamt 2) \| 2 \| The Priests \| The Priests \| – \| \| 11. Dezember 2008 – 7. Januar 2009 4 Wochen \| 4 \| Take That \| The Circus \| – \| |                                      |                                      |                                           |                           |
| ← 2007 |                                      |                                      |                                           | → 2009 →                  |
| Zeitraum | Wo. ges.                             | Interpret                            | Titel                                     | Zusätzliche Informationen |
| (Zeitraum, Wochen auf Platz eins, Interpret, Titel, zusätzliche Informationen) |                                      |                                      |                                           |                           |
| 20. Dezember 2007 – 2. Januar 2008 2 Wochen (insgesamt 3) | 3                                    | Michael Bublé                        | Call Me Irresponsible                     | –                         |
| 3. Januar 2008 – 9. Januar 2008 1 Woche | 1                                    | Radiohead                            | In Rainbows                               | –                         |
| 10. Januar 2008 – 16. Januar 2008 1 Woche (insgesamt 3) | 3                                    | Michael Bublé                        | Call Me Irresponsible                     | –                         |
| 17. Januar 2008 – 23. Januar 2008 1 Woche (insgesamt 2) | 2                                    | Amy Winehouse                        | Back to Black                             | –                         |
| 24. Januar 2008 – 30. Januar 2008 1 Woche (insgesamt 2) | 2                                    | Rihanna                              | Good Girl Gone Bad                        | –                         |
| 31. Januar 2008 – 6. Februar 2008 1 Woche | 1                                    | Tom Baxter                           | Skybound                                  | –                         |
| 7. Februar 2008 – 20. Februar 2008 2 Wochen | 2                                    | Jack Johnson                         | Sleep Through the Static                  | –                         |
| 21. Februar 2008 – 27. Februar 2008 1 Woche (insgesamt 2) | 2                                    | Amy Winehouse                        | Back to Black                             | –                         |
| 28. Februar 2008 – 5. März 2008 1 Woche | 1                                    | Glen Hansard & Markéta Irglová       | Once (Soundtrack)                         | –                         |
| 6. März 2008 – 19. März 2008 2 Wochen | 2                                    | Duffy                                | Rockferry                                 | –                         |
| 20. März 2008 – 2. April 2008 2 Wochen (insgesamt 5) | 5                                    | Mary Black                           | 25 Years, 25 Songs                        | –                         |
| 3. April 2008 – 9. April 2008 1 Woche | 1                                    | R.E.M.                               | Accelerate                                | –                         |
| 10. April 2008 – 30. April 2008 3 Wochen (insgesamt 5) | 5                                    | Mary Black                           | 25 Years, 25 Songs                        | –                         |
| 1. Mai 2008 – 7. Mai 2008 1 Woche | 1                                    | Madonna                              | Hard Candy                                | –                         |
| 8. Mai 2008 – 21. Mai 2008 2 Wochen | 2                                    | Christie Hennessy                    | The Two of Us                             | –                         |
| 22. Mai 2008 – 4. Juni 2008 2 Wochen | 2                                    | Sharon Shannon                       | The Galway Girl – The Best Of             | –                         |
| 5. Juni 2008 – 18. Juni 2008 2 Wochen | 2                                    | Radiohead                            | The Best Of                               | –                         |
| 19. Juni 2008 – 6. August 2008 7 Wochen | 7                                    | Coldplay                             | Viva la Vida or Death and All His Friends | –                         |
| 7. August 2008 – 13. August 2008 1 Woche | 1                                    | ABBA                                 | ABBA Gold – Greatest Hits                 | –                         |
| 14. August 2008 – 17. September 2008 5 Wochen (insgesamt 9) | 9                                    | The Script                           | The Script                                | –                         |
| 18. September 2008 – 24. September 2008 1 Woche | 1                                    | Metallica                            | Death Magnetic                            | –                         |
| 25. September 2008 – 22. Oktober 2008 4 Wochen | 4                                    | Kings of Leon                        | Only by the Night                         | –                         |
| 23. Oktober 2008 – 29. Oktober 2008 1 Woche | 1                                    | AC/DC                                | Black Ice                                 | –                         |
| 30. Oktober 2008 – 12. November 2008 2 Wochen | 2                                    | Snow Patrol                          | A Hundred Million Suns                    | –                         |
| 13. November 2008 – 19. November 2008 1 Woche | 1                                    | Céline Dion                          | My Love – Essential Collection            | –                         |
| 20. November 2008 – 26. November 2008 1 Woche (insgesamt 2) | 2                                    | The Priests                          | The Priests                               | –                         |
| 27. November 2008 – 3. Dezember 2008 1 Woche | 1                                    | The Killers                          | Day & Age                                 | –                         |
| 4. Dezember 2008 – 10. Dezember 2008 1 Woche (insgesamt 2) | 2                                    | The Priests                          | The Priests                               | –                         |
| 11. Dezember 2008 – 7. Januar 2009 4 Wochen | 4                                    | Take That                            | The Circus                                | –                         |